# Emilia Kuster Rosselli
Emilia Rosselli coniugata Kuster (Livorno, 19 marzo 1905 – Milano, 25 aprile 1958) è stata una giornalista di moda italiana, nota anche come Bebe Kuster. Figura di grande rilievo nell'ambito della pubblicistica di moda negli anni '50 e '60 del secolo scorso.

## Biografia
Nasce in una famiglia politicamente impegnata. Inizia la sua attività aprendo una scuola di ricamo a Genova e poi nel 1933 convince Gio Ponti ad allegare alla rivista Domus, da lui diretta, un inserto dal nome Fili. La rivista ha un notevole successo e Emilia nel 1940 viene chiamata alla Triennale di Milano per organizzare una mostra sul ricamo, mostra che resterà un capisaldo nella storia del ricamo in Italia.  Nel 1950, con il sostegno finanziario del marito,  apre la rivista Novità, rivista di moda, ma allargata anche ad altri temi di interesse per la donna borghese italiana del primo dopoguerra.
Donna di forte personalità e notevole cultura, acquista un grande prestigio nell'ambito editoriale della moda sia in Italia che all'estero; si fa promotrice in Italia della moda francese, ma è anche promotrice della moda italiana sostenendo fortemente Giovanni Battista Giorgini, l’inventore della passerella di Palazzo Pitti a Firenze. Ha anche l'intuizione di dare un gran peso al ruolo della fotografia nella moda e spinge in tal senso il fotografo milanese Ugo Mulas.
Nota anche con il nome Bebe Kuster, era cugina dei Fratelli Rosselli. Muore nella sua casa in Via Brera, 17 a Milano a soli 53 anni. È sepolta a Torino nella tomba di famiglia Kuster.

## Attività editoriale
Di notevole rilievo la sua attività nell'editoria femminile di moda degli anni '40 e '50, per la capacità di cogliere i mutamenti del costume in corso e spingere verso l'innovazione. Dirige le seguenti riviste:

### Fili

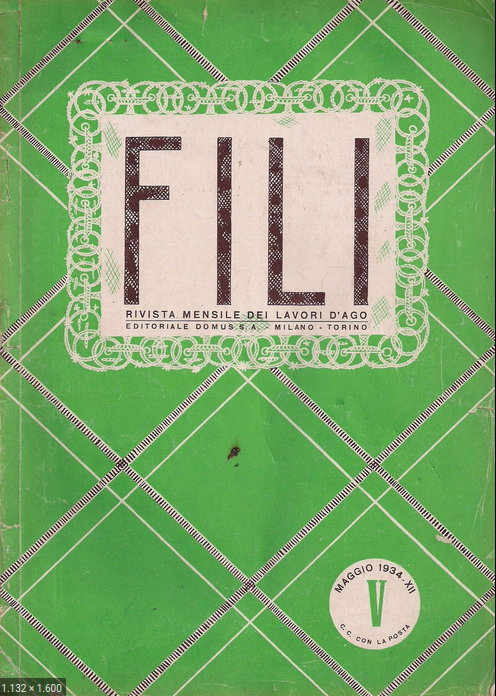
FILI maggio 1934

Rivista di ricamo e di moda, da lei fondata nel 1934 e diretta fino a quando le leggi razziali la costringono ad abbandonare il lavoro. Già nel primo anno la rivista raggiunge le 14 000 copie e più tardi, per ampliare il bacino delle sue lettrici, alcune sue rubriche sono trasformate in riviste autonome. La rivista cessa le pubblicazioni nel 1944.
La rivista spazia dal ricamo ai lavori femminili, ma in particolare il ricamo è presentato sia come passatempo femminile che come attività artigianale. Nel luglio del 1940 in un editoriale Kuster Rosselli scrive "alle amiche di 'Fili'"
(Emilia Kuster Rosselli)
.

### Cordelia
Cordelia, rivista per giovinette. La dirige dal febbraio 1942 per pochi mesi; la rivista poi diviene supplemento del periodico La Donna, per chiudere poco dopo.

### Grazia
Dirige Grazia dal 1949, facendone anche una scuola di formazione del giornalismo femminile di moda.
Scrive frequentemente sul Corriere della sera con lo pseudonimo Donna Francesca.

### Novità

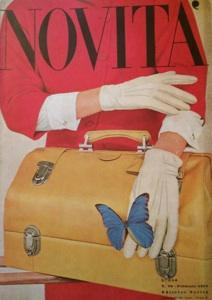
Novità, febbraio 1957

Di particolare rilievo la sua fondazione nel 1950 di Novità che ha diretto fino alla sua morte nel 1958. La rivista ha subito un grande successo per la sua intuizione di creare
La rivista tratta in modo spigliato e moderno moda, arredamento, arte, antiquariato, letteratura, cucina e giardinaggio, incontrando gli interessi delle donne della media borghesia italiana del primo dopoguerra. Alla sua morte nel 1958 le succede nella direzione Lidia Tabacchi; la rivista sarà acquistata nel 1962 dalla Condé Nast di Samuel Irving Newhouse che nel 1965 cambia il nome della rivista in Vogue & Novità; cambierà nuovamente nome nel 1988 quando diventa Vogue Italia.

## Attività nel Soroptimist
È stata socia del Club Milano Fondatore, primo club del Soroptimist international nato in Italia nel 1928, assieme ad altre personalità di rilievo come: Camilla Caderna, Fernanda Pivano, Ombretta Fumagalli Carulli. Fu presidente nazionale dal 1954-55 e nel 1957-58 e successivamente presidente del Club Milano. Si fa promotrice della nascita del club di Como.